# キア・ストニック
ストニック（Stonic、스토닉）は、韓国の自動車メーカー、KIAが製造・販売する小型クロスオーバーSUV。

## 概要
世界的に人気の高い小型SUV市場に打って出るべく、スポーテージの下を受け持つ車種として開発された。同セグメントのヒュンダイ・コナとプラットフォームなど多くのコンポーネントを共有するが、欧州と北米の両地域で販売されるコナに対して、ストニックは北米市場では販売されず、代わりにやや大柄なセルトスが投入される（韓国、中国、フィリピン、オーストラリア、ニュージーランド市場では両車が併売される）。なお、中国ではKX1（中国名：奕跑）の車名で販売されている。
韓国国内における国産のライバルはサンヨン・チボリ、ルノーサムスン・QM3（＝ルノー・キャプチャー）、シボレー・トラックス、輸入車のライバル、ならびに世界的なライバルには日産・ジューク、日産・キックス、ホンダ・HR-V（日本名；ヴェゼル）、プジョー・2008、フィアット・500X、ジープ・レネゲード、トヨタ・C-HR、マツダ・CX-3、アウディ・Q2などがある。

## 初代（SE（YB CUV）型、2017年-　）
2017年6月20日、オランダのアムステルダムにて実車が披露された。
韓国においては、2017年6月27日のプレス向け説明会で初披露され、7月発売予定と発表され、翌7月13日に発表・発売を開始した。
海外向けには1.0L・直列3気筒GDIターボ、1.2L・直列4気筒κ（カッパ）2、1.4L・直列4気筒γ（ガンマ）の3種のガソリンエンジン、ならびに5速マニュアルトランスミッションもしくは7速マニュアルモード付DCTが仕向け先に応じて用意されるが、韓国では1.6L・直列4気筒ディーゼル・CRDi、1.4L・直列4気筒ガソリン、2018年8月に追加された1.0L・直列3気筒GDiターボガソリンの3種すべてに7速マニュアルモード付DCTの組み合わせとなる。
プラットフォームはヒュンダイと共同で新規開発したGBプラットフォームを採用。上述のヒュンダイ・コナのほか、追って登場するYB型リオ、中国市場で販売されるKXクロスにも使用される。
韓国では4WDが設定されないことが災いし販売不振に陥ったため、2020年9月末をもって販売を終了しているが、海外向けは引き続き生産・販売されている。

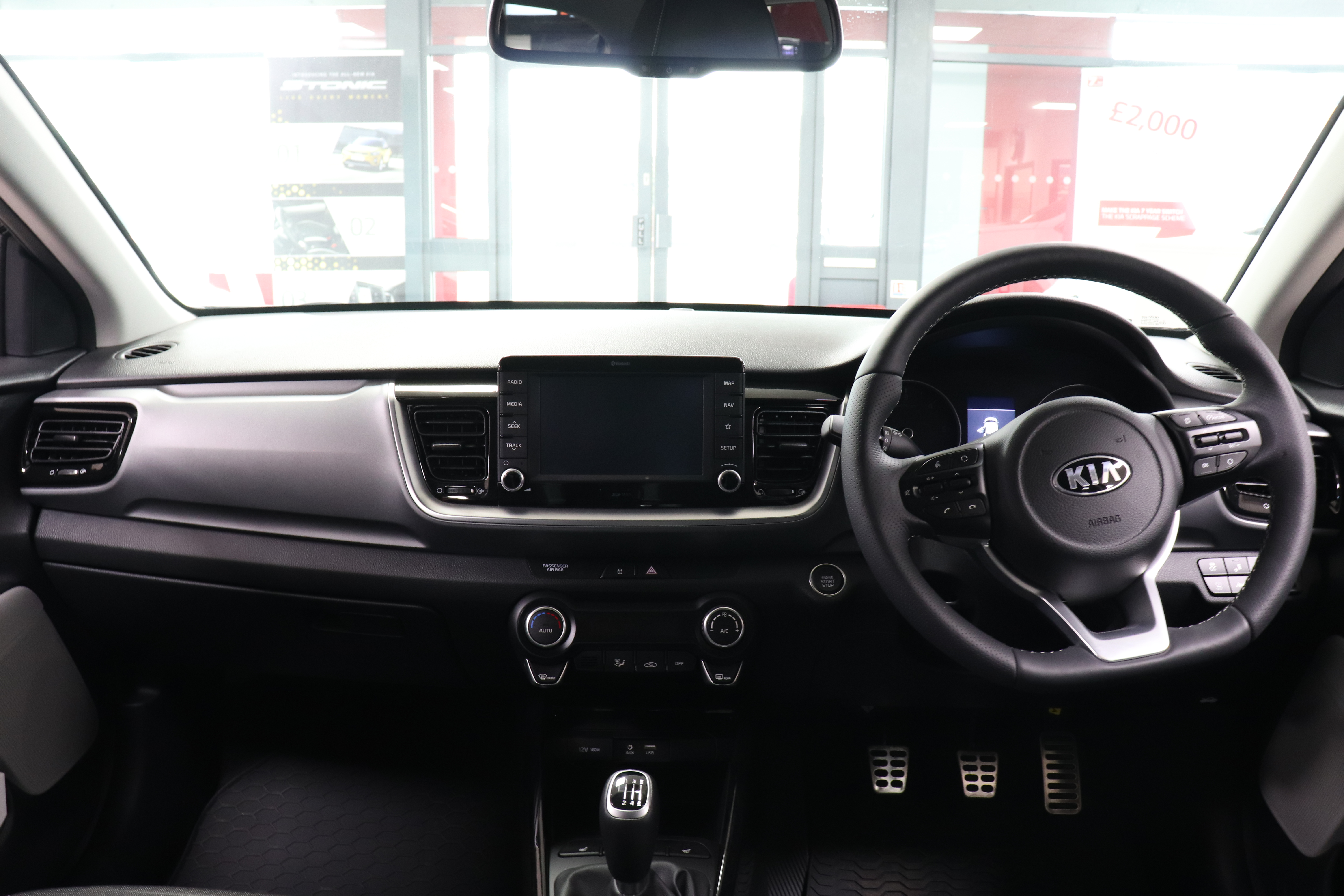
インテリア（2017年モデル）

## 車名の由来
スピーディー（Speedy）と音階の第一音である主音（Tonic）を掛け合わせた造語。